# Герб Цивильского муниципального округа
Герб Циви́льска и Циви́льского муниципа́льного о́круга (чув. Ҫӗрпӳ тата Ҫӗрпӳ муниципаллӑ округӗн гербӗ) — один из официальных символов города Цивильск и Цивильского муниципального округа Чувашской Республики Российской Федерации.
Утверждён 29 мая 2002 года, внесён в Государственный геральдический регистр Российской Федерации под регистрационным номером 965.

## Описание
Официальное описание:
В золотом поле, с зелёной каймой, обременённой многочисленными золотыми шишками хмеля черенками вверх, червлёный дуб с зелёными листьями, червлёными желудями и чёрными корнями.
Автор — художник В. А. Шипунов.

## Символика
Современная версия герба Цивильска соответствует историческому пожалованию 1781 года с учётом изменений, произошедших в российской геральдике. Дуб — дань уважения предкам, сила сопротивления, терпения, выносливости, устойчивости, надёжности. Он силён своей мощью, неторопливостью, долгожительством и долготерпением.
- Чёрный цвет означает историческую память народа,

- Красный цвет — сегодняшний день, жизнь,

- Зелёный цвет — символ весны, здоровья, будущего.

Золотой фон герба символизирует прочность, величие, богатство, силу и великодушие.

## История

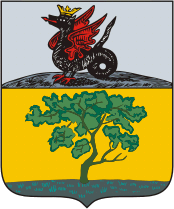
Герб города, 1781 год

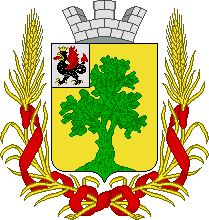
Герб города, 1859 год

### 1781
Первый герб Цивильска утверждён 18 октября 1781 года вместе с другими гербами Казанского наместничества: «В верхней части щита герб Казанский, в нижней — большой старый коренастый дуб, в золотом поле, в знак изобилия оных мест, таковыми лесами». В 1859 году в ходе геральдической реформы Б.В. Кёне был разработан проект герба Цивильска: в золотом щите зелёное дубовое дерево, в вольной части герб Казанской губернии; щит увенчан серебряной стенчатой короной и окружён золотыми колосьями, соединёнными Александровской лентой. Герб утверждён не был. 1859 году в ходе геральдической реформы Б. Кёне был разработан проект нового герба города: "В золотом щите зеленое дубовое дерево. В вольной части герб Казанской губернии. Щит увенчан серебряной стенчатой короной и окружён золотыми колосьями, соединенными Александровскою лентою".

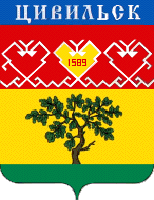
Герб города, 1989 год

### 1989
Известно о проведении конкурса на герб города в 1983 году, однако о победившем проекте в прессе не сообщалось. Известно только имя победителя — им стал учитель Цивильской средней школы № 2 Е.И. Соболев. Второй конкурс был проведён в 1989 году, его тоже выиграл Е.И. Соболев. 28 апреля 1989 года Горсовет народных депутатов утвердил герб по победившему проекту: «В золотом щите дуб с зелёными листьями и натурального цвета стволом на зеленом подножии. В завершённой главе щита — чувашский орнамент: на червлёном поле серебряные фигуры, в средней цифры 1589. В лазуревой вершине щита червлёными литерами наименование города». Глава щита цитирует герб Чебоксар 1969 года.

### 2002
29 мая 2002 года Цивильское районное Собрание депутатов приняло Решение «О гербе города Цивильск». Решение подписано Главой самоуправления Цивильского района Н. В. Евдокимовым. Положение о гербе, утверждённое вышеназванным Решением, рассмотрено и одобрено общим Собранием жителей города 1 марта 2002 года.